# (523646) 2010 VL201
(523646) 2010 VL201 ist ein großes transneptunisches Objekt im Kuipergürtel, das bahndynamisch als resonantes Kuipergürtel-Objekt (3:4–Resonanz) eingestuft wird. Aufgrund seiner Größe gehört der Asteroid zu den Zwergplanetenkandidaten.

## Entdeckung
2010 VL201 wurde am 29. Oktober 2010 von einem Astronomenteam, bestehend aus B. Gibson, T. Goggia, N. Primak, A. Schultz und M. Willman, im Rahmen des Pan-STARRS-Projekts mit dem 1,8-m-Ritchey Chretien-Teleskop (PS1) am Haleakalā-Observatorium (Maui) entdeckt. Die Entdeckung wurde am 15. Juli 2016 bekanntgegeben, der Planetoid erhielt am 25. September 2018 von der IAU die Kleinplaneten-Nummer 523646.
Der Beobachtungsbogen des Planetoiden beginnt mit der offiziellen Entdeckungsbeobachtung am 29. Oktober 2010. Seither wurde der Planetoid durch verschiedene erdbasierte Teleskope beobachtet. Im Oktober 2018 lagen insgesamt 210 Beobachtungen über einen Zeitraum von 8 Jahren vor. Die bisher letzte Beobachtung wurde im Januar 2018 auch wieder am Pan-STARRS-Teleskop durchgeführt. (Stand 3. April 2019)

## Eigenschaften

### Umlaufbahn
2010 VL201 umkreist die Sonne in 218,57 Jahren auf einer fast kreisförmigen Umlaufbahn zwischen 34,78 AE und 37,78 AE Abstand zu deren Zentrum. Die Bahnexzentrizität beträgt 0,041, die Bahn ist 5,53° gegenüber der Ekliptik geneigt. Derzeit ist der Planetoid 34,96 AE von der Sonne entfernt. Das Perihel durchläuft er das nächste Mal 2035, der letzte Periheldurchlauf dürfte also im Jahre 1817 erfolgt sein.
Marc Buie (DES) klassifiziert den Planetoiden als RKBO (3:4-Resonanz mit Neptun),, während vom Minor Planet Center keine spezifische Einstufung existiert; letzteres ordnet ihn als Nicht-SDO und allgemein als «Distant Object» ein.

### Größe
Derzeit wird von einem Durchmesser von 302 km ausgegangen, basierend auf einem Rückstrahlvermögen von 8 % und einer absoluten Helligkeit von 6,0 m. Ausgehend von diesem Durchmesser ergibt sich eine Gesamtoberfläche von etwa 287.000 km2. Die scheinbare Helligkeit von 2010 VL201 beträgt 21,62 m.
Da es denkbar ist, dass sich 2010 VL201 aufgrund seiner Größe im hydrostatischen Gleichgewicht befindet und somit weitgehend rund sein könnte, erfüllt er möglicherweise die Kriterien für eine Einstufung als Zwergplanet. Mike Brown geht davon aus, dass es sich bei 2010 VL201 um vielleicht einen Zwergplaneten handelt.
| Jahr                                         | Abmessungen km | Quelle   |
| -------------------------------------------- | -------------- | -------- |
| 2018                                         | 293,0          | Johnston |
| 2018                                         | 302,0          | Brown    |
| Die präziseste Bestimmung ist fett markiert. |                |          |